# 大同市展览馆
大同市展览馆是一座位于山西省大同市红旗广场北、建于文化大革命期间的仿北京人民大会堂的建筑，因外观与人民大会堂相似，有“小人民大会堂”之称，是大同市的近现代代表性建筑之一，2016年6月6日列入第五批山西省文物保护单位。

## 建造
展览馆建于1969年4月2日，1970年建成，当时的名字是“ 毛泽东思想胜利万岁纪念馆”，建筑形制模仿北京人民大会堂，平面为H字型，东西长171米，南北宽72米，总建筑面积18,200平方米文革结束后曾用于商用，即“红旗商场”，很长时间之内一直是大同市最大的综合性商城。2000年后，红旗商场倒闭。2006年，大同市人民政府实施“三馆（大同市图书馆、大同市展览馆、大同市博物馆）改造工程”，2007年开馆。展览馆西面作为大同市博物馆的馆舍（2009年开放），南面为大同城市规划展示馆，东面是大同市图书馆。

## 平移
大同市计划2012年修复西城墙及西城门，而大同市展览馆正好处在西城墙和瓮城的范围内。2011年10月，大同市向市民公开征求意见，并提出“拆除展览馆、原址修复西城墙”和“保留展览馆，西城墙局部不修复”两套参考方案。 2012年6月，大同市宣布将对大同市展览馆进行保护性整体平移。具体平移方案是，将展览馆切为五部分，分别原地旋转90度，然后向北平移206米，到达新址后进行拼接。平移之后展览馆与城墙距离74米，平移总距离1402米，总重5.8万吨。平移后展览馆将由原来的坐北朝南改为坐东朝西。平移由上海先为土木工程有限公司组织实施，计划于2012年10月开始平移，2012年11月15日前完成。2012年6月17日，平移工程举行了开工仪式。2014年12月14日，平移工程完成。